# Laves-Phasen
Die Laves-Phasen bilden eine der größten Gruppen der intermetallische Verbindungen definierter Zusammensetzung und haben die hexagonale C14- oder C36-Struktur oder die kubische C15-Struktur abhängig von den sich verbindenden Metallen und der Temperatur. Sie sind benannt nach dem deutschen Mineralogen Fritz Laves. Ihre Ursache haben sie in der optimalen Packung unterschiedlich großer Kugeln (topologisch dichtgepackt). Sie bilden legierungsartige Mischkristalle der Zusammensetzung MeMe'2 mit Radienverhältnissen um r(Me) / r(Me') = 1,225. Zum Beispiel ist das Verhältnis bei KNa2 1,25 und bei CaMg2 1,23. Die Koordinationszahl für die Me Atome beträgt 16, für die Me' 12. Die mittlere Koordinationszahl von 13 1/3 liegt deutlich höher als in der kubisch oder hexagonal dichtesten Packung. Laves-Phasen sind in der Regel hart und spröde, aber hochwarmfest. Sie sind bei Raumtemperatur nicht plastisch verformbar. Eine charakteristische Eigenschaft ist die nahezu perfekte elektrische Leitfähigkeit entsprechend einer rein metallischen Bindung.
Weitere Beispiele sind: Fe2Mo, Fe2Ti, Fe2W, Zn2Mg, Cu2Mg, Cr2Nb, Cr2Ti, Ni2Mg